# Khorus
Khorus es una banda brasileña de rock cristiano.

## Discografía

### Álbumes
- 2002: Igual Não Há
- 2004: A Voz do Brasil
- 2005: Notícia
- 2006: Mãos Vazias
- 2008: Perfeição
- 2009: Made in Heaven
- 2014: O Que a Fé Pode Fazer

### DVD
- 2008: Perfeição